# Santos Biagio e Carlo em Catinari (diaconia)
Santos Biagio e Carlo em Catinari (em latim, Ss. Blasii et Caroli ad Catinarios) é uma diaconia instituída em 2 de dezembro de 1959, pelo Papa João XXIII, pela constituição apostólica Quos nationum. Sua igreja titular é San Carlo ai Catinari.

## História
Um título chamado São Biagio do Anello havia sido estabelecido pelo Papa Sisto V em 13 de abril de 1587, pela constituição apostólica Religiosa. Foi suprimida em 17 de outubro de 1616 pelo Papa Paulo V e transferido para a nova igreja de San Carlo ai Catinari. Este novo título foi suprimido onze anos depois, em 6 de outubro de 1627, pelo Papa Urbano VIII e transferido para a igreja de San Carlo al Corso, também conhecido como Ss. Ambrogio e Carlo al Corso. Em 7 de junho de 1967, o Papa Paulo VI instituiu o título de Santos Ambrósio e Carlos.

## Titulares protetores

### São Biagio do Anello
- Ippolito de' Rossi (1587-1591)
- Guido Pepoli (1595-1596)
- Fernando Niño de Guevara (1597-1599)
- Bonvisio Bonvisi (1599-1603)
- Girolamo Pamphilj (1604-1610)
- Vacante (1610-1616)
- Orazio Spinola (1616)
- Ottavio Belmosto (1616)
- Título suprimido em 1616

### São Carlos no Catinari
- Ottavio Belmosto (1616-1618)
- Luigi Capponi (1621-1622)
- Giovanni Delfino (1622)
- Vacante (1622-1627)
- Título suprimido em 1627

### Santos Ambrósio e Carlos no Corso
- Desiderio Scaglia, O.P. (1627-1639)

### Santos Biagio e Carlo em Catinari
- Arcadio María Larraona Saralegui, C.M.F. (1959-1969)
- Luigi Raimondi (1973-1975)
- Giuseppe Maria Sensi (1976-1987)
- Angelo Felici (1988-1999); título pro illa vice (1999-2007)
- Leonardo Sandri (2007- )